# روسلان كامبولوف
روسلان كامبولوف (بالروسية: Камболов, Руслан Александрович)‏ (1 يناير 1990 فلاديقوقاز روسيا - ) هو لاعب كرة قدم روسي، يلعب كمدافع.

## وصلات خارجية
روسلان كامبولوف على موقع الاتحاد الدولي (مؤرشف)  (الإنجليزية)
- روسلان كامبولوف على موقع الاتحاد الأوربي (الإنجليزية)
- روسلان كامبولوف على موقع قاعدة بيانات كرة القدم.إي يو (الإنجليزية)
- روسلان كامبولوف على موقع ناشيونال فوتبول تيمز (الإنجليزية)
- روسلان كامبولوف على موقع Soccerway.com (الإنجليزية)
- روسلان كامبولوف على موقع عالم كرة القدم.نت (الإنجليزية)